# Villasimius
Villasimius (sardisch Biddasimius oder Crabonaxa) ist eine italienische Gemeinde mit 3721 Einwohnern (Stand 31. Dezember 2023). Sie gehört seit 2016 zur Metropolitanstadt Cagliari in der autonomen Region Sardinien.

## Geographie
Die Gemeinde liegt etwa 57 km von der Hauptstadt Cagliari entfernt, im äußersten Südosten Sardiniens. Zum Gemeindegebiet zählen auch die Insel Serpentara und die drei Variglioni-Felsen. Die Nachbargemeinden sind Castiadas, Maracalagonis und Sinnai.

## Geschichte
Die heutige moderne Kleinstadt entwickelte sich aus einem im 19. Jahrhundert gegründeten Hirtendorf und ist ein beliebter Ferienort. Das Gebiet der Gemeinde war allerdings schon in vorgeschichtlicher Zeit, in der Antike und im Mittelalter besiedelt. Unter anderem befanden sich in der Nähe einige Nuraghen, wie die Nuraghe Cuccureddus, und der phönizische Hafen von Cuccureddus. Im Sommer 2025 wüteten rund um Villasimius verheerende Waldbrände.

## Tourismus
In Villasimius und der Umgebung gibt es kilometerlange Sandstrände, wie jener breite Streifen des Golfes von Carbonara, der an eine Wüstenlandschaft erinnert. Nördlich des Ortes öffnet sich die Bucht Cala di Sinzias; weiter nördlich erstreckt sich die Costa Rei, bei der sich weiße Sandstrände mit Klippen abwechseln; im Südwesten beginnt eine weitere Küstenstrecke am Golf von Cagliari. Einen weiten Blick auf den Golf bietet der Turm S. Caterina auf dem Capo Carbonara, eine der zahlreichen Küstenfestungen Sardiniens. Eine weitere Festung, die Fortezza Vecchia, liegt nahe dem Hafen, der Marina di Villasimius.
Im Jahr 1954 hielt sich der deutsche Schriftsteller Ernst Jünger in Villasimius auf, um an seinem 1955 veröffentlichten Reisetagebuch Am Sarazenenturm zu arbeiten. In diesem Werk bezeichnete er Villasimius als Illador. Jünger wohnte damals in einer Unterkunft, die er lediglich als Albergo bezeichnete und die aktuellen Reiseführern zufolge dem heutigen Hotel Stella D'Oro in der Via Vittorio Emanuele II, Nr. 25 entspricht. Er besuchte die Region später mehrfach und beschrieb sie als einen Ort „zeitloser Heiterkeit“.